# ورگ
ورگ یک منطقهٔ مسکونی در افغانستان است که در ولایت فراه واقع شده‌است.